# Scopesis immatura
Scopesis immatura är en stekelart som först beskrevs av Johann Ludwig Christian Gravenhorst 1829.  Scopesis immatura ingår i släktet Scopesis och familjen brokparasitsteklar. Inga underarter finns listade i Catalogue of Life.